# واسو و سراوانان همشاگردی هستند
واسو و سراوانان همشاگردی هستند (به تامیلی: Vasuvum Saravananum Onna Padichavanga) و (به انگلیسی: Vasu and Saravanan studied together) فیلمی محصول سال ۲۰۱۵ و به کارگردانی ام.راجش است. در این فیلم بازیگرانی همچون آریا، تمنا باتیا، سانتانام، موکتا، شاکلا و سایاجی شینده ایفای نقش کرده‌اند.